# ワールドクイズ ザ・びっくり地球人!
『ワールドクイズ ザ・びっくり地球人!』（ワールドクイズ ザ・びっくりちきゅうじん）は1987年4月11日 - 1988年1月16日、日本テレビ系列で土曜日21:00 - 21:54（JST）に放送されていたクイズ番組。1988年1月で終了し、後身番組として『クイズ・地球NOW』（クイズ・ちきゅうナウ）が、1988年1月23日 - 3月26日に放送された。ここでは、その番組も含めてこの項目で述べる。

## 番組概要など
この番組は、『土曜グランド劇場』を1年休止して作られた。内容は世界のビックリさん（＝ビックリ人間）をクイズ形式で紹介する内容であった。また、同番組は『木曜スペシャル』の人気企画であった『世界ビックリ大賞』の姉妹番組でもあった。
ちなみに、同じ「ワールドクイズ」の冠を拝した同局の番組でも、『SHARPワールドクイズ・カンカンガク学』とはコンセプトが異なる。
横山やすし・西川きよしをレギュラーに迎え、やすきよのそれぞれの立場（やすしが解答者、きよしが司会）が見られることでも知られた。番組エンディングは、世界中の1日をウォッチする「世界の24時間」（後に世界の町並みを紹介する「世界のストリート」へ変更）。放送ライブラリーでは、第1回目の放送を閲覧することができる。
『ザ・びっくり地球人』レギュラーのやすし・きよしと『クイズ・地球NOW』司会の福留とは、『歌まね振りまねスターに挑戦!!』シリーズの出演者同士（司会者とナレーション）である。
当番組終了後、土曜21時枠がドラマ以外となるのは、2017年4月に「嵐にしやがれ」が22時枠から移動するまで途絶えることになる。

## ルール
VTRから問題を出し、きよしが1チームずつ答えを聞いていく。正解チームには1点入り、回答台の下から自由の女神をモチーフにしたオブジェが出現する。これは番組のシンボルマークにもなっており、デザインは松下進が手掛けた。4問終了後は逆転クイズ。日本特有のある物を外国人に見せ、その反応を見てそれが何かを当てる。筆記で全チーム同時に回答する。正解したチームには2点入る。全問正解者には世界一周旅行がプレゼントされる。なお、出題のBGMは同年に放送された『機甲戦記ドラグナー』からアイキャッチのものを流用していた。

## クイズ・地球NOW
視聴率不振、更には司会の西川きよしが当時参議院議員も兼ねて多忙になった事から『ザ・びっくり地球人!』が打ち切りとなり、『土曜グランド劇場』再開までの残り3ヶ月間の穴埋め番組として作られた。やす・きよもレギュラーから外れ、福留功男が司会となる。解答形式もそれまでのペア対抗から、男性軍VS女性軍のチーム対抗に変更。同時にビックリさんをクイズで取り上げるのも止め、世界中のあらゆる話題・情報を網羅した内容に変更となった。新装第1回目は「ソウルオリンピック特集」。2回目は福留が当時出題者を務めていたアメリカ横断ウルトラクイズにちなんで「ガラパゴスに行きたいかーっ」というタイトルだった。

## 司会者
（ワールドクイズ）ザ・びっくり地球人!
- 西川きよし
- 星野知子（前期サブ司会、テレビ朝日・ANN系列『ニュースシャトル』メインキャスター就任に伴い降板）
- 加納みゆき（後期サブ司会、バラエティ番組の司会はこの番組が初）

クイズ・地球NOW
- 福留功男（当時日テレアナウンサー）
- 堀江しのぶ（『びっくり地球人』のレギュラー解答者から昇格）

## 解答者
- 三波春夫
- 横山やすし
- 木村一八（やすしの長男）
- 高田純次
- 小林幸子
- 芳村真理（きよしとは当時「料理天国」で共演していた）
- 星由里子
- 山田邦子
- マリアン
- 塩沢とき
- 堀江しのぶ（ザ・びっくり地球人時代、改題後は前述の通り司会に昇格）ほか

## スタッフ
- 構成：豊村剛、武豊
- 音楽：田辺信一
- 技術：瀧沢壮治
- カメラ：新井悦男
- 音声：坂本親保
- 調整：河田稔
- 照明：蜂谷道雄
- デザイン：竹腰長生
- 美術：荒井亜和
- 音響効果：村上義行
- TK：若松ひろ美
- ディレクター：望月聡、細谷省吾、小木曽亨、松山和久、柴田明廣、川村益昭
- 演出補：小葉松慎、今倉一正、永原啓一
- 演出：小杉善信
- プロデューサー：松原寛（日企）、古谷寛（ユニオン映画）
- 企画・プロデューサー：梅沢勝哉
- 制作：高橋進
- 制作協力：日企、ユニオン映画、吉本興業
- 製作著作：日本テレビ

## エンド・テーマなど
初期の『ザ・びっくり地球人!』エンド・テーマは飯島真理が歌う「People! people! people!」（アルファ・ムーン）だった。その後のテーマ曲は今井美樹が歌う「野生の風」へ交代、後身の『クイズ・地球NOW』はminmiが歌う「Like a Rainbow」が使われた。
宮崎放送は火曜22:00に時差ネットしていた。
| 日本テレビ系 土曜21時台   | 日本テレビ系 土曜21時台                                                    | 日本テレビ系 土曜21時台   |
| 前番組                    | 番組名                                                                     | 次番組                    |
| ------------------------- | -------------------------------------------------------------------------- | ------------------------- |
| 土曜グランド劇場 結婚物語 | ワールドクイズ ザ・びっくり地球人! ↓ ザ・びっくり地球人! ↓ クイズ・地球NOW | 土曜グランド劇場 春の砂漠 |